# Coppa Renato Dall'Ara
La Coppa Renato Dall'Ara è stato un riconoscimento accessorio che, nel calcio italiano, venne assegnato dal 1964 al 2021 alla squadra vincitrice della Coppa Italia congiuntamente al trofeo canonico della manifestazione.

## Contesto
In occasione della finale dell'edizione 1963-1964 di Coppa Italia – disputata tra il settembre e il novembre 1964 causa ripetizione –, la Lega Nazionale Professionisti decise di affiancare al canonico trofeo della manifestazione anche un nuovo riconoscimento, la Coppa "Renato Dall'Ara". Questa venne istituita per commemorare la memoria dell'eponimo presidente del Bologna, scomparso il 3 giugno dello stesso anno (pochi giorni prima della vittoria dello scudetto da parte del club felsineo).
Tale riconoscimento accessorio fu in seguito assegnato alla formazione vincitrice della principale coppa nazionale. Inizialmente, anche questo trofeo veniva consegnato in campo durante la cerimonia di premiazione finale; tuttavia col tempo tale consuetudine si è persa, tanto da portare all’eliminazione del riconoscimento dopo la decima consegna alla Juventus nel 2021.

## Albo d'oro

La formazione della Fiorentina e quella del Catanzaro in posa con la Coppa Renato Dall'Ara e la Coppa Italia 1965-1966

Giro d'onore dei giocatori del Milan con la Coppa Renato Dall'Ara 1966-1967

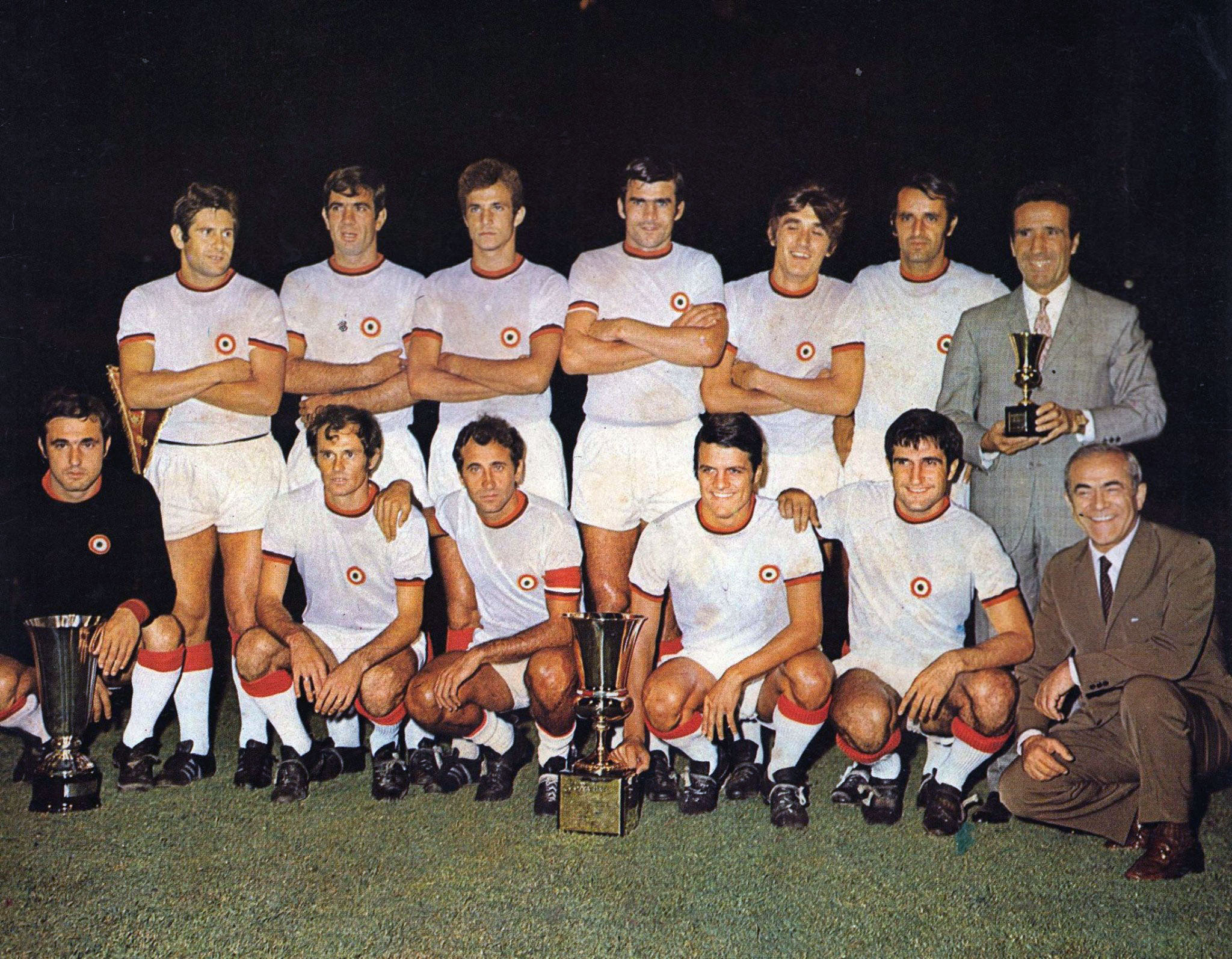
La formazione della Roma in posa con la Coppa Renato Dall'Ara e la Coppa Italia 1968-1969

- 1963-1964:  Roma[5]
- 1964-1965:  Juventus
- 1965-1966:  Fiorentina
- 1966-1967:  Milan
- 1967-1968:  Torino
- 1968-1969:  Roma
- 1969-1970:  Bologna
- 1970-1971:  Torino
- 1971-1972:  Milan
- 1972-1973:  Milan
- 1973-1974:  Bologna
- 1974-1975:  Fiorentina
- 1975-1976:  Napoli
- 1976-1977:  Milan
- 1977-1978:  Inter
- 1978-1979:  Juventus
- 1979-1980:  Roma
- 1980-1981:  Roma
- 1981-1982:  Inter
- 1982-1983:  Juventus
- 1983-1984:  Roma
- 1984-1985:  Sampdoria
- 1985-1986:  Roma
- 1986-1987:  Napoli
- 1987-1988:  Sampdoria
- 1988-1989:  Sampdoria
- 1989-1990:  Juventus
- 1990-1991:  Roma
- 1991-1992:  Parma
- 1992-1993:  Torino
- 1993-1994:  Sampdoria
- 1994-1995:  Juventus
- 1995-1996:  Fiorentina
- 1996-1997:  Vicenza
- 1997-1998:  Lazio
- 1998-1999:  Parma
- 1999-2000:  Lazio
- 2000-2001:  Fiorentina
- 2001-2002:  Parma
- 2002-2003:  Milan
- 2003-2004:  Lazio
- 2004-2005:  Inter
- 2005-2006:  Inter
- 2006-2007:  Roma
- 2007-2008:  Roma
- 2008-2009:  Lazio
- 2009-2010:  Inter
- 2010-2011:  Inter
- 2011-2012:  Napoli
- 2012-2013:  Lazio
- 2013-2014:  Napoli
- 2014-2015:  Juventus
- 2015-2016:  Juventus
- 2016-2017:  Juventus
- 2017-2018:  Juventus
- 2018-2019:  Lazio
- 2019-2020:  Napoli
- 2020-2021:  Juventus

### Assegnazioni per club
| Squadra    | Trofei | Anni |
| ---------- | ------ | --- |
| Juventus   | 10     | 1964-1965; 1978-1979; 1982-1983; 1989-1990; 1994-1995; 2014-2015; 2015-2016; 2016-2017; 2017-2018; 2020-2021 |
| Roma       | 9      | 1963-1964; 1968-1969; 1979-1980; 1980-1981; 1983-1984; 1985-1986; 1990-1991; 2006-2007; 2007-2008            |
| Inter      | 6      | 1977-1978; 1981-1982; 2004-2005; 2005-2006; 2009-2010; 2010-2011                                             |
| Lazio      | 6      | 1997-1998; 1999-2000; 2003-2004; 2008-2009; 2012-2013; 2018-2019                                             |
| Milan      | 5      | 1966-1967; 1971-1972; 1972-1973; 1976-1977; 2002-2003                                                        |
| Napoli     | 5      | 1975-1976; 1986-1987; 2011-2012; 2013-2014; 2019-2020                                                        |
| Sampdoria  | 4      | 1984-1985; 1987-1988; 1988-1989; 1993-1994                                                                   |
| Fiorentina | 4      | 1965-1966; 1974-1975; 1995-1996; 2000-2001                                                                   |
| Torino     | 3      | 1967-1968; 1970-1971; 1992-1993                                                                              |
| Parma      | 3      | 1991-1992; 1998-1999; 2001-2002                                                                              |
| Bologna    | 2      | 1969-1970; 1973-1974                                                                                         |
| Vicenza    | 1      | 1996-1997 |